# Spondon
Spondon – wieś w Anglii, w Derbyshire, w dystrykcie (unitary authority) Derby. W 2011 miejscowość liczyła 12 377 mieszkańców. Spondon jest wspomniana w Domesday Book (1086) jako Spondune.